# Monument-autographe

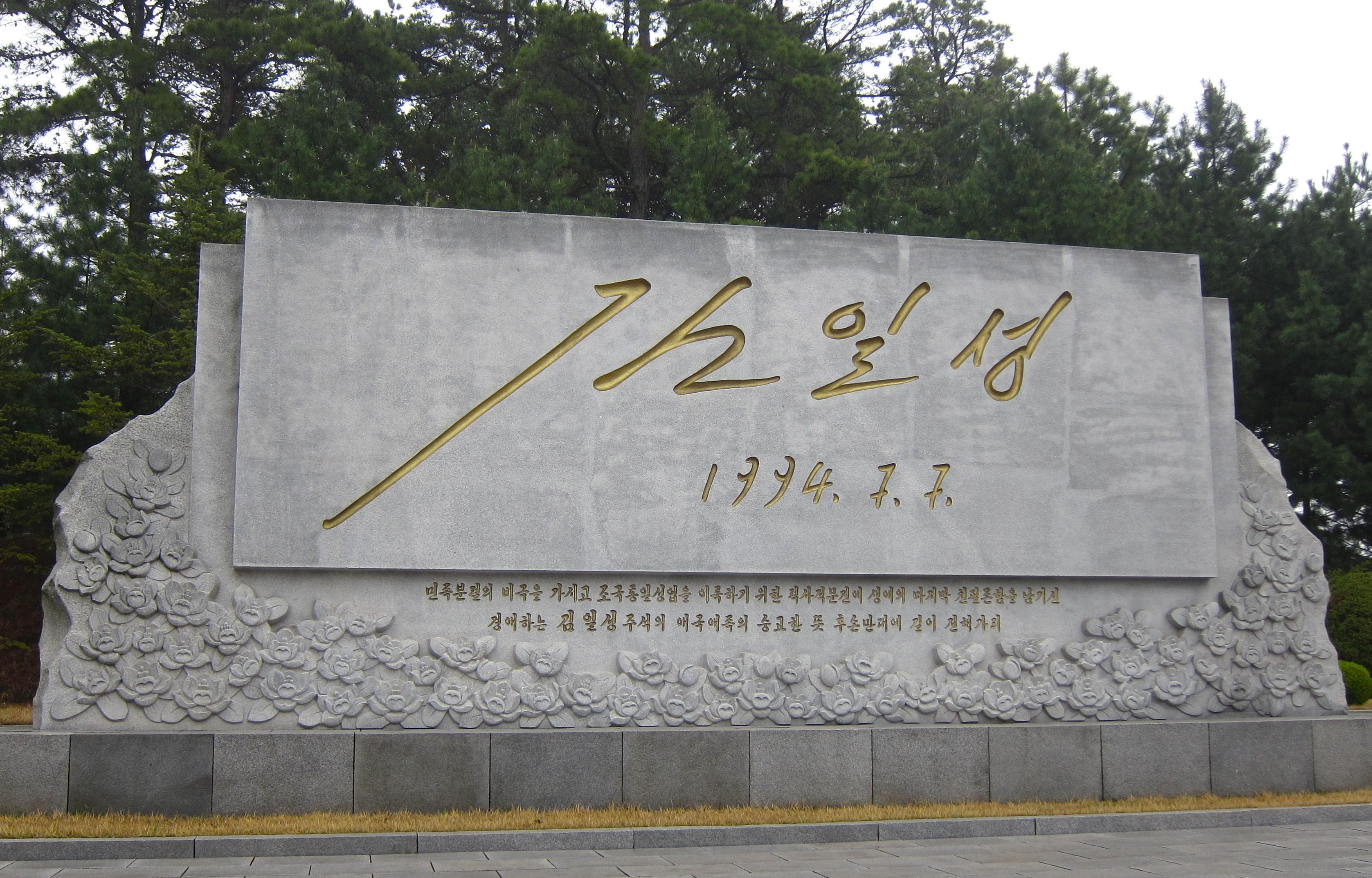
Monument avec la signature de Kim Il-sung à Panmunjeom, le plus notoire des monuments-autographes, en mai 2010.

Un monument-autographe, ou par coréanisme ch'inp'ilbi (coréen : 친필비 ; chinois traditionnel : 親筆碑), est un type de monument en Corée du Nord qui représente un fragment d'écriture manuscrite d'un des dirigeants suprêmes.

## Histoire
Le terme de ch'inp'il a été par le passé utilisé dans toute l'Asie de l'Est pour désigner un ordre royal qui possède un statut spécial en raison de son origine charismatique. En raison d'une appréciation de l'art calligraphique dans la région, il est possible de trouver des extrapolations d'écriture manuscrite de monarques coréens ou chinois. Les années 1980 marquent un tournant puisque le terme renvoie désormais à la monumentalisation de l'écriture manuscrite (en fac-similé) du dirigeant nord-coréen,.
Dans la lignée de la propagande des lettres qui transparaît déjà depuis la décennie précédente avec les inscriptions rupestres, un premier monument-autographe est dévoilé en octobre 1987 sur la colline Moran, à Pyongyang, qui reçoit l'inscription de tout le discours prononcé par Kim Il-sung le 14 octobre 1945. Un deuxième monument, plus modeste, est érigé en avril 1992 dans les monts Myohyang à l'occasion du 80e anniversaire du dirigeant : il porte l'inscription « L'eau est le riz. Le riz est le communisme. L'agriculture socialiste basée sur l'irrigation de notre pays donnera une grande récolte chaque année. Kim Il-sung, 15 avril 1992 ».
Le premier monument de ce type avec l'écriture de Kim Jong-un est dévoilé en mai 2015 à l'entreprise chimique de la Jeunesse de Namhŭng (ko) : il porte l'inscription « Je crois en la classe ouvrière de Namhŭng » complété de sa signature daté du 24 juillet 2013. Un autre est dévoilé en novembre de la même année à la centrale électrique des Jeunes-Héros de la montagne de Baekdu (ja).

## Monuments notables
Le monument-autographe le plus notable est situé dans le village Panmunjeom, dans la zone démilitarisée. Il contient simplement la signature de Kim Il-sung, celle laissée sur un document prônant la réunification soi-disant signé le 7 juillet 1994, la veille avant sa mort,,. Le dirigeant mentionnait effectivement le sujet comme leitmotiv, mais, bien qu'un de ces derniers messages auraient mérité un monument, le doute peut subsister sur cette déclaration de fin de vie.